# Snekkersten

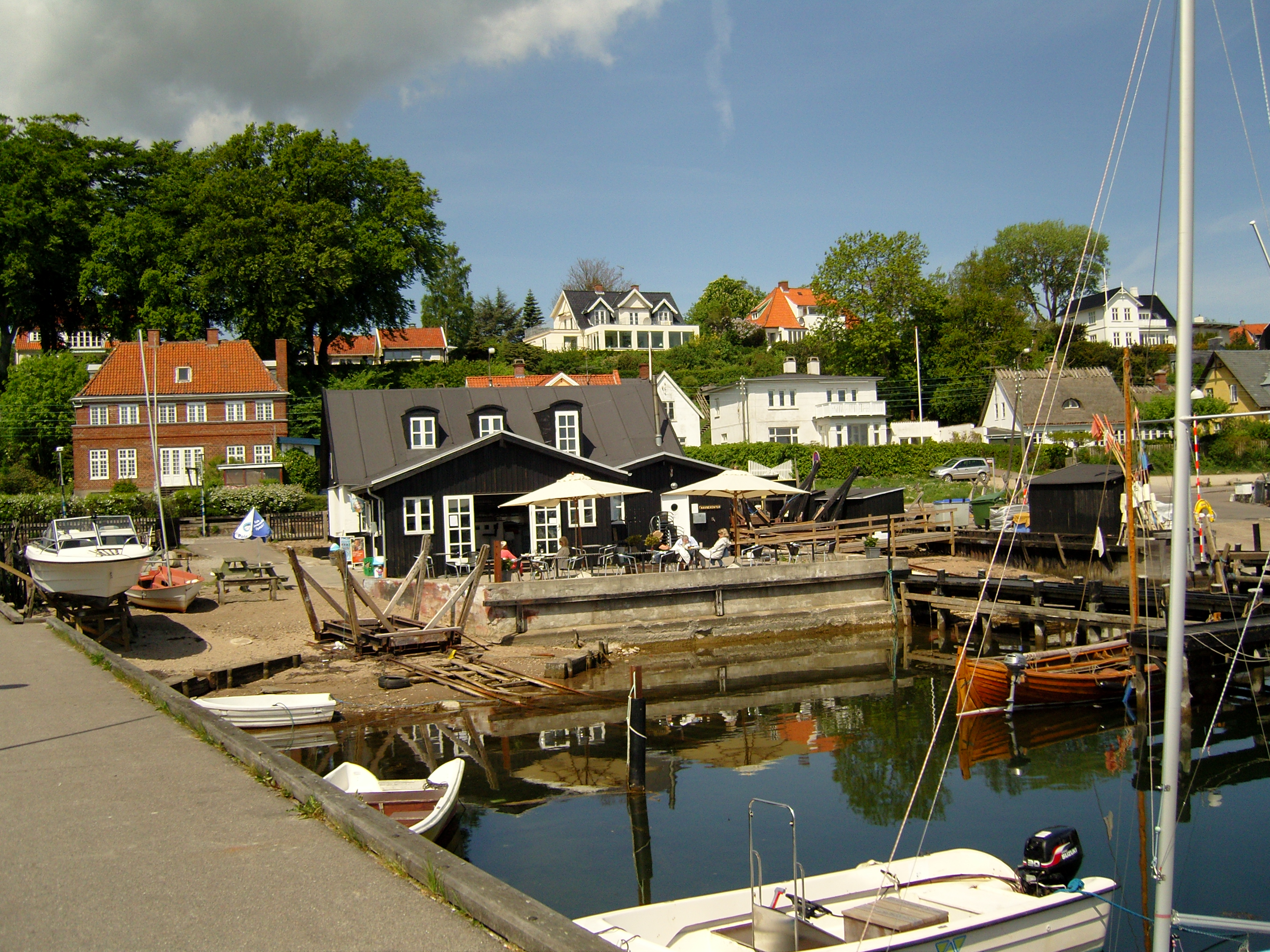
Hamnen i Snekkersten.

Snekkersten är en stadsdel i Helsingör. Snekkersten var ursprungligen ett fiskeläge. Även området Skotterup, som utgör en del av dagens Snekkersten, var från början ett fiskeläge.
Snekkersten ligger vid järnvägen Kystbanen. Det finns även järnvägsförbindelse till Hillerød via banan Lille Nord.